# Ludvigh Gyula
Ludvigh Gyula (Ludwig) (Szepesbéla, 1841. április 21. – Budapest, 1919. január 6.) magyar vasútépítő mérnök. Ludvigh János (1812–1870) újságíró, politikus fia.

## Életpályája
A brüsszeli egyetemen diplomázott. Eleinte itt dolgozott vasútépítésnél és tervezésnél, majd Spanyolországban 1863-ban a sevilla-portugáliai vasút tervezésénél nagy szerepe volt. 1867 után hazatért, a vasúti (MÁV) központi irodában osztálymérnök lett 1881-ig. 1868-ban a belga és francia vasutakat tanulmányozta. 1872-ben vasúti felügyelő lett; a török vasutakat tanulmányozta. Javaslata alapján jelölték ki a boszniai-romániai vasúti csatlakozásokat. 1881-ben a Közmunka- és Közlekedésügyi Minisztériumban az út- és középítészeti osztály vezetője lett 1887-ig. 1882-ben a vasúti és hídépítészeti osztály vezetője lett. 1883-tól az államvasutak igazgatóságának tagja volt. 1885-ben a vasúti kiállítás megrendezőjeként dolgozott. 1887–1901 között a Magyar Állami Vasutak elnökigazgatója volt. 1893-tól a főrendiház tagja volt. 1901–1909 között a kassa-bohumini vasúttársaság elnöke volt. 1909-től a kassa-oderbergi vasút vezérigazgatója volt. Öngyilkos lett.
Sírja a Fiumei úti sírkertben található (34-4-34).

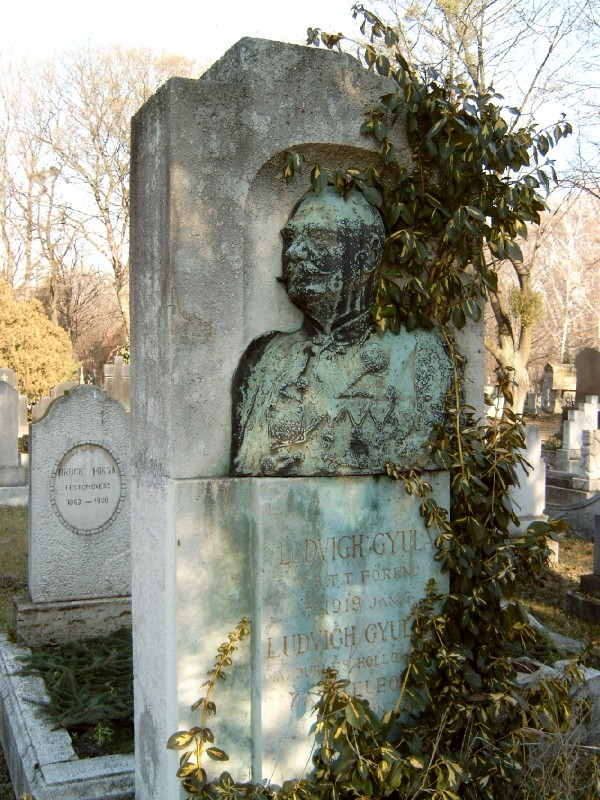
Ludvigh Gyula; Ludwig vasútépítő mérnök sírja Budapesten. Kerepesi temető: 34-4-34.

## Díjai, kitüntetései
- Szent István-rend kiskeresztje
- Lipót-rend lovagkeresztje
- II. oszt. vaskorona-rend
- Francia becsületrend: főtiszt (1889)